# Nicolae Vieru
Nicolae Vieru (n. 4 noiembrie sau 4 decembrie 1947, Bezeni, Florești – d. 3 martie 1995, Chișinău) a fost un prozator, ziarist, eseist și publicist din Republica Moldova.

## Studii
A început studiile la Facultatea de Istorie a Universității de Stat din Moldova în 1965, dar nu le-a terminat. A urmat Cursurile literare superioare la Institutul „Maxim Gorki” din Moscova⁠(d) între 1977 și 1979.

## Activitate
A fost redactor la ziarul „Tinerimea Moldovei” (1968-1971) și revista „Nistru” (1989-1992), editura „Literatura artistică” (1979-1981), studioul „Moldova-film” și Departamentul de Stat pentru Edituri, Poligrafie și Comerțul cu Cărți (1994). A fost director al editurii „Hyperion” în 1995.
A fost membru al Uniunii Scriitorilor din Moldova din 1977.

### Opera
A publicat pentru prima dată poezie la „Tinerimea Moldovei”, în 1965, iar debutul editorial îl are în 1974, cu culegerea de nuvele Vânt și lumină. A publicat volumele de nuvele Maria (1977), Întoarcerea cailor (1982), Noli me tangere (1991), Târziu și rece (2003), romanele Inele de iarbă (1981), Râul și frunza (1982), Omul din oglindă (1984, 2004), Studioul „Ileana-film” (1988) și altele. Sub îngrijirea sa, la editura „Basarabia” sunt tipărite, în 1993, operele Arta refugii și Din calidor de Paul Goma.

### Premii și distincții
În 1982, a primit, la Moscova, Premiul „Boris Polevoi” pentru romanul Râul și frunza.